# Andramy
Andramy è una città e comune del Madagascar situata nel distretto di Morafenobe, regione di Melaky. 
La popolazione del comune rilevata nel censimento 2001 era pari a 11 500 unità.